# Juan Carlos Maneglia
Juan Carlos "Juanca" Maneglia Otazú (Asunción, Paraguay, 9 de junio de 1966) es un director, guionista y productor de cine paraguayo, conocido por dirigir películas como 7 cajas y Los Buscadores; además de las series González vs Bonetti y La chuchi.
Junto a la directora de cine Tana Schémbori fundó Maneglia-Schémbori Realizadores, una productora paraguaya dedicada a la industria cinematográfica; así como TIA (Taller Integral de Actuación).

## Biografía
Juan Carlos nació el 9 de junio de 1966. Terminó sus estudios secundarios en el Colegio Cristo Rey. Es Licenciado en Ciencias de la Comunicación de la Universidad Católica de Asunción. Realizó su primer corto a los 11 años con una cámara Súper 8. Su pasión por dirigir historias lo llevó a realizar cortos sin importarle el formato: vhs, filmico, digital; por ello mereció premios tanto nacionales como internacionales. En 1991 fue becado en la Escuela Internacional de Cine y T.V en San Antonio de los Baños, Cuba.
Su creatividad y su visión de los planos hacen que su relato sea único y contundente. En 1999 fue becado por la UNESCO para un workshop intensivo en cinematografía en la prestigiosa NYFA.
Durante 14 años trabajó en el Plan D.E.N.I Paraguay, Plan de Educación Audiovisual, Fundado por la Organización Católica Internacional de Cine y desarrolló un trabajo educativo con niños, niñas y jóvenes.
En esa misma línea, durante más de 8 años fue profesor del "Cine Club" del Colegio Cristo Rey, donde el mismo se iniciara en el campo audiovisual.
Fue titular de la cátedra de audiovisuales en la Universidad Católica de Asunción durante los años 1990 al '92.
Fue titular de la Cátedra de Dirección en el IPAC (Instituto Paraguayo de Artes y Ciencias de la Comunicación), en la carrera de televisión durante los años 1991 a 1994.
Actualmente ejerce la docencia el TIA (Taller Integral de Actuación), escuela de actuación con énfasis en audiovisual creada por Maneglia-Schémbori.

## Filmografía

### Como director de Fotografía
- La disputa (1990) dirigida por Agustín Núñez.
- Río de Fuego (1991) dirigida por Arnaldo André.
- El ojo (1992-93).
- Los más buscados.
- "Verdades Ocultas" - Ficción (2015) Telefuturo, extremo septiembre

### Como guionista
- La Santa (1993)
- La garganta del diablo (1995)
- El peregrino (1996)
- González vs Bonetti (2005)
- La chuchi (2006)
- 7 Cajas (2012)
- Los Buscadores (2017)

### Como director
- ‘‘El pueblo te necesita’’ (1976), en Súper 8), cortometraje, 10 m.
- ‘‘La indiferencia’’ (1977), en Súper 8, cortometraje, 10 m.
- ‘‘Napoleón’’ (1979, súper 8), cortometraje, 8 m.
- ‘‘Espacio’’ (1981), en VHS, de cortometraje, 20 m.
- ‘‘Autorretrato’’ (1984), videoarte, con Margarita Morselli, 18 m.
- ‘‘24 horas en la vida de Brigitta von Scharkoppen’’ (1984), videoarte), con Ricardo Migliorisi.
- ‘‘Caza de Brujas’’ (1984), en VHS), cortometraje, 4 m.
- ‘‘Artroscopia, investigación en Medicina’’ (1986), mediometraje, 56 m.
- ‘‘Presos’’ (1987), cortometraje, 8 m.
- ‘‘Bocetos’’ (1987), cortometraje, 7 m.
- ‘‘Espejos’’ (1987), cortometraje, 10 m.
- ‘‘Todos conocemos el final’’ (1988), cortometraje, 11 m.
- ‘‘La Noche de San Blas’’ (1989), cortometraje, 10 m.
- ‘‘Sobrevivencia’’ (1990), cortometraje, 4 m.
- ‘‘La clase de órgano’’ (1990) con Tana Schémbori, cortometraje, 10 m.
- ‘‘Artefacto de primera necesidad’’ (1995), con Tana Schémbori, cortometraje, 11 m.
- ‘‘Horno’’ (1998), cortometraje.
- ‘‘Ejercicios de estilo’’ (1999), trilogía de cortos, en Estados Unidos.
- ‘‘Say Yes’’ (1999), cortometraje.
- ‘‘Vampiros en el IMA’’ (1999), con Tana Schémbori, cortometraje, 8 m.
- ‘‘Extraños vecinos’’ (1999), en Estados Unidos, cortometraje, 8 m.
- ‘‘Tana Schémbori: Retrospectiva’’ (1999), mediometraje, 35 m.
- ‘‘Villa Ko’eyu’’ (2000), con Tana Schémbori, unitario, 45 m.
- ‘‘La decisión de Nora’’ (2000), con Tana Schémbori, unitario, 30 m.
- ‘‘Amor-basura’’ (2000), con Tana Schémbori, cortometraje, 10 m.
- ‘‘La cartera’’ (2000), con Tana Schémbori, cortometraje, 5 m.
- ‘‘Tercer Timbre’’ (2001), cortometraje, 3 m.
- ‘‘Horno ardiente’’ (2002), con Tana Schémbori, cortometraje, 11 m.
- ‘‘Cándida’’ (2003), con Tana Schémbori, unitario, 55 m.
- ‘‘González vs Bonetti’’ (2005, serie, Telefuturo), con Tana Schémbori, 12 capítulos.
- ‘‘GvsB: La revancha’’ (2005, serie, Telefuturo), con Tana Schémbori, 12 capítulos.
- ‘‘La Chuchi’’ (2006, serie, Canal 13), con Tana Schémbori.
- ‘‘Out Gorda’’ (2008), con Tana Schémbori, cortometraje, 10 m.
- ‘‘Jazmines del alma: La vida de Chiquitunga’’ (2009), mediometraje, 40 m.
- ‘‘7 cajas’’ (2012), con Tana Schémbori, largometraje, 110 m.
- ‘‘Moderat - Gita | #ENDviolence Against Children | UNICEF’’ (2013), con Tana Schémbori, cortometraje, 4 m.
- ‘‘Taquito Militar’’ (2015), con Tana Schémbori, videoclip de Berta Rojas, 3 m.
- ‘‘Los Buscadores’’ (2017), con Tana Schémbori, largometraje
- ‘‘Marilina, Atreverse a soñar’’ (2022), con Tana Schémbori, serie de televisión

## Premios y distinciones
Festival Internacional de Cine de San Sebastián
| Año  | Categoría                       | Película | Resultado |
| ---- | ------------------------------- | -------- | --------- |
| 2011 | Cine en construccióm            | 7 cajas  | Ganador   |
| 2012 | Premio Euskaltel de la juventud | 7 cajas  | Ganador   |